# چار پاتانیا
چار پاتانیا (به لاتین: Char Pattania) یک روستا در بنگلادش است که در استان باریسال و در ناحیه باریسال واقع شده است.